# География Камбоджи

Рельеф Камбоджи

Камбоджа расположена в Юго-Восточной Азии и занимает площадь в 181 тыс. км². Большая часть территории расположена в бассейне Меконга и окружена почти со всех сторон горами, напоминая чашу с высокими краями.
Меконг судоходен на всем протяжении в пределах страны, а морские суда могут заходить из Южно-Китайского моря вплоть до Пномпеня. На юго-западе страны, вдоль побережья Сиамского залива, расположены Кардамоновы горы и Элефан (Слоновые горы). До середины 1960-х годов более 3/4 территории страны занимали влажные тропические леса, однако к началу XXI века, в связи с нерациональным использованием природы человеком, уцелело лишь 46 процентов лесов. В центральной части страны, между озером Тонлесап и Меконгом, лежит обширная равнина, на которой проживает подавляющая часть населения страны.
Гора Ораль (1810 м над уровнем моря) является самой высокой точкой страны. Находится на юго-западе страны в провинции Кампонгспы.